# 开尔文岬
20°55′48″S 33°28′12″W / 20.93000°S 33.47000°W

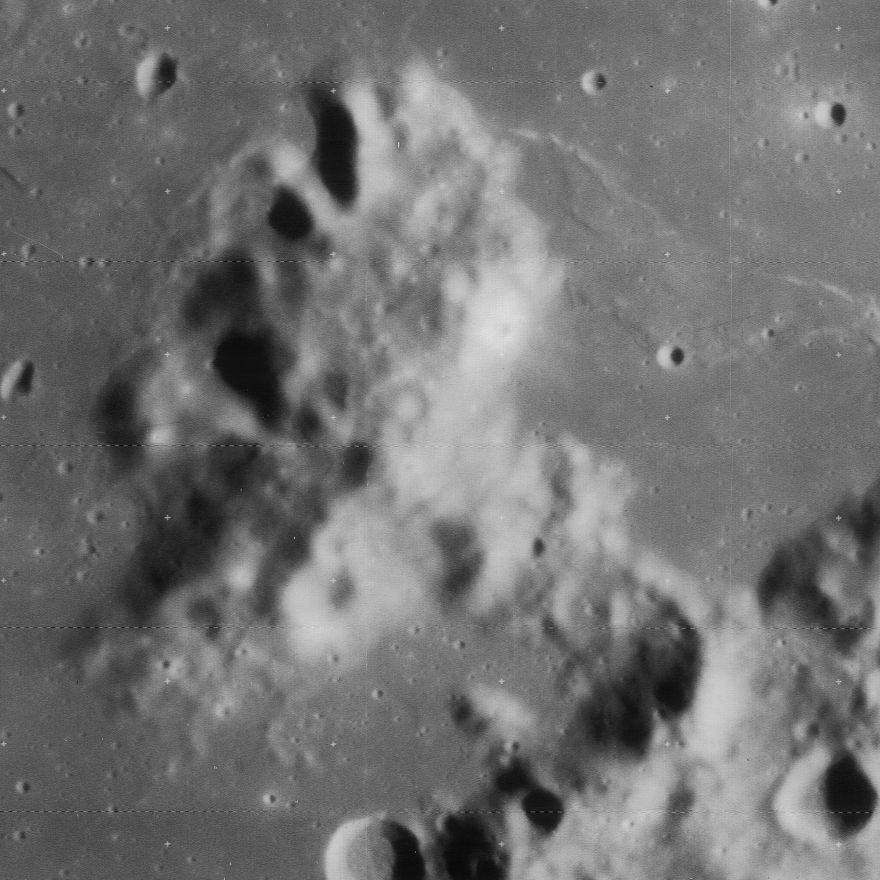
开尔文岬，一道连接着开尔文断崖的狭窄小山脉，月球轨道器4号拍摄

开尔文岬（Promontorium Kelvin ）是月球上位于雨海盆地东南部一道隆起的山岬或一列小山脉，它通过一道狭窄的山脊连接了开尔文断崖，断崖的陡峭面位于另一侧。该月岬长约45公里，其月面座标为20°55′48″S 33°28′12″W / 20.93000°S 33.47000°W。与它最靠近的是东北残破的西帕路斯环形山，往西南150公里坐落了维泰洛陨石坑，而西南偏西处则是已被熔岩淹没的皮瑟陨石坑。
该月岬与断崖一起，都取名自爱尔兰科学家、物理学家暨工程师，绝对温标创始人第一代开尔文男爵威廉·汤姆森，1935年被國際天文聯會（IAU）批准接受。

### 相关文章
- Wood, Chuck. . Lunar Photo of the Day. February 7, 2008  [2018-08-05]. （原始内容存档于2018-05-31）. - features the promontory